# Stænderhus (Flensborg)
Stænderhuset i Flensborg var hjemsted for den slesvigske stænderforsamling i årene fra 1852 til 1863. Desuden anvendtes dele af bygningen fra 1858 til 1864 til udstillingsformål af Flensborgsamlingen. Fra 1882 til 1964 fungerede bygningen som rådhus.

## Historie
Da Flensborg blev administrativ hovedby i Hertugdømmet Slesvig (Sønderjylland) i 1850, flyttede den danske stat både en række institutioner og selve stænderforsamlingen fra Slesvig by til Flensborg. Hidtil var stændermøderne blevet holdt på stændersalen på slibyens rådhus. I Flensborg var man nødt til at opføre et helt nyt parlaments- og administrationsbygning. Til det formål blev der i 1851 købt to ejendomme på Holmen og bygget om til at kunne huse både stændermøder og en række administrative institutioner. Ejendommene lå omtrent midt imellem byens to torve Nørretorv og Søndertorv. Ombygningen til stænderhuset blev udført af arkitekt og kongelig bygningsinspektør Laurits Albert Winstrup. Oprindelig skulle også Slesvigministeriet have sæde i regeringsbygningen, men beslutningen blev ændret og i 1852 flyttede ministeriet endelig til København. I stedet for
skulle der indrettes bolig til kongen, når denne opholdt sig i Sønderjylland, men også denne beslutning blev ændret, da det
viste sig, at Frederik 7. foretrak Lyksborg Slot som residens .
Stænderbygningen på Holmen husede både stænderforsamlingen, administrationen, centralkassen og overappellationsretten. Fra 1858 til 1864 blev den nordlige sidefløj af bygningen anvendt til udstillingsformål af Flensborgsamlingen. På den første sal blev i 1863 den store egebåd fra Nydam Mose konserveret og udstillet. Selve stændersalen var symkket af et stort maleri af Lorenz Frølich, som viste hyldningen af Frederik 4. til sønderjysk hertug på Gottorp Slot i 1721 (1721 var de gottorpske dele af hertugdømmet blevet indlemmet i de kongelige dele som følge af den Store Nordiske Krig).
Under den 2. Slesvigske krig fungerede bygningen som lazaret. Efter krigen husede den i en kort periode et tysk officerskasino. Fra 1882 til 1964 fungerede bygningen som byens rådhus (det gamle rådhus ved Tingpladsen blev allerede revet ned i 1883).
I 1964 blev Stænderbygningen på Holmen endelig revet ned for at give plads til et stormagasin. Byforfaltningen flyttede i byens nye rådhus ved Hestevand.